# Maquia - Decoriamo la mattina dell'addio con i fiori promessi
Maquia - Decoriamo la mattina dell'addio con i fiori promessi (さよならの朝に約束の花をかざろう?, Sayonara no Asa ni Yakusoku no Hana o Kazarō), indicato in patria anche con l'abbreviazione ufficiale Sayoasa (さよ朝?), è un film d'animazione del 2018 scritto, diretto e ideato da Mari Okada e prodotto dalla P.A.Works. La direzione delle animazioni e il design dei personaggi, adattato dai disegni originali di Akihiko Yoshida, sono opera di Yuriko Ishii. Il commento musicale è stato composto da Kenji Kawai.
Il film è il primo diretto dalla Okada, e il primo lungometraggio cinematografico prodotto dalla P.A.Works.

## Trama
Gli Iorph, una razza umanoide, vivono lontani dagli uomini, trascorrendo il loro tempo nella tessitura dello hibiol, un tessuto speciale utilizzato come una cronaca scritta del tempo che passa. Essi invecchiano molto più lentamente degli esseri umani, e possono vivere per centinaia di anni. Per gli uomini, che li hanno soprannominati "la stirpe delle separazioni", sono creature leggendarie.
Maquia, una giovane ragazza iorph orfana, funge da assistente alla capoclan, Racine, che la mette in guardia sull'affezionarsi alla gente di fuori, dicendole che se lo farà conoscerà la vera solitudine. Poco tempo dopo, il vicino regno di Mezarte manda dei soldati in armatura, a cavallo di draghi volanti chiamati renato, al villaggio degli Iorph. Incapace di scoprire il segreto della loro longevità, l'esercito attacca, uccidendo la maggior parte degli Iorph e rapendo Leilia, un'amica di Maquia. Uno dei renato cade in preda della malattia degli "occhi rossi" e durante l'attacco va fuori controllo. Si attorciglia nello hibiol e fugge dal villaggio, portando inavvertitamente con sé Maquia, che è rimasta aggrappata al tessuto. Il renato successivamente precipita in una foresta e muore. Maquia si sveglia e trova in una tenda un mercante beone, Barrow, e un neonato stretto tra le braccia dalla madre morta. Rifiutando l'idea di lasciarlo morire, lo strappa dalle braccia della defunta e lo porta con sé come se fosse suo figlio. Arriva al villaggio di Helm, dove una donna di nome Mido li prende con sé, crescendoli assieme ai suoi figli Lang e Deol. Maquia dà il nome Ariel al suo figlio adottivo.
Il tempo passa ed Ariel è cresciuto. Il regno di Mezarte aveva costruito la sua forza e la sua reputazione sul possesso degli antichi Renato, ma questi hanno iniziato a soccombere al morbo degli "occhi rossi", lasciandolo con meno di dieci di loro, che per di più stanno morendo. Temendo l'inevitabile perdita di potere e d'influenza, il re di Mezarte cerca di reclamare il possesso di un altro potere antico e leggendario, la longevità degli Iorph, spingendolo a tentare d'introdurre del sangue iorph nella discendenza reale. Attraverso un messaggio tessuto in un hibiol che Maquia trova dal negozio a cui vende le stoffe che tesse, essa scopre che Leilia è stata costretta a un matrimonio combinato col principe di Mezarte. Con Ariel s'imbarca per tentare di liberare Leilia. Sulla nave incontra Krim, un altro iorph che era il precedente fidanzato di Leilia e che Maquia amava segretamente; anch'egli sta cercando di liberare Leilia. Nella capitale di Mezarte, i due s'incontrano con un gran numero di altri iorph, e si nascondono in una parata reale. Maquia riesce a liberare Leilia, ma apprende che questa porta in grembo il figlio del principe. Dietro suo ordine, Maquia fugge ed evita la cattura grazie all'aiuto di Barrow, che rivela di essere per metà iorph. Krim, per nulla intimidito, decide di continuare a cercare di liberare Leilia, e si separa da Maquia e da Ariel.
Dopo altro tempo, Maquia e Ariel si spostano nella città industriale di Dorail, dove Maquia trova lavoro come cameriera in una taverna. Ariel, ora adolescente, si mette a lavoratore in una fucina, e inizia a sentirsi a disagio con Maquia poiché la differenza tra le loro età apparenti si riduce sempre più. Intanto Leilia è di fatto prigioniera della famiglia reale: è stata emarginata perché sua figlia Medmel non mostra segni di essere una iorph. Non le è stato nemmeno mai permesso d'incontrare Medmel dal momento della sua nascita, cosa che la fa disperare. Un giorno, ad Ariel e a Maquia accade d'incontrare Lang, ora soldato dell'esercito di Mezarte. Il loro incontro separa ancor più Ariel e Maquia, spingendo Ariel ad unirsi all'armata di Mezarte. Poco dopo che se n'è andato, Maquia viene rapita da Krim.
Circa dieci anni dopo, Ariel è ritornato alla capitale e ha sposato Dita, una ragazza che ha conosciuto a Helm e che ora aspetta il suo primo figlio. Nel frattempo, Krim ha raccolto l'appoggio delle nazioni vicine per invadere e abbattere il re di Mezarte. Porta con sé Maquia, ancora suo ostaggio, cercando di raggiungere il palazzo reale durante la battaglia. Vengono separati in una foresta fuori dalla capitale, e dopo un breve incontro con Ariel, Maquia torna in città e trova Dita in travaglio. L'aiuta nel parto mentre Ariel continua a combattere ed è ferito nella battaglia. Maquia ritrova Ariel, col quale ha un dialogo toccante prima di dirgli addio, quindi si dirige al palazzo. Là, dopo aver infine ritrovato Leilia ed essere stato respinto in favore di Medmel, Krim cerca di uccidere lei e sé stesso, ma viene scoperto e ucciso dal capo delle guardie. Non appena la battaglia finisce con la sconfitta di Mezarte, Ariel torna a casa e incontra sua figlia neonata. Maquia prende l'ultimo renato rimasto in vita e vola via con Leilia, che fa in modo di riunirsi brevemente con Medmel prima di partire.
Molti anni dopo, Maquia torna un'altra volta al villaggio di Helm col mercante mezzo iorph, trovando un vecchio Ariel sul letto di morte, e lo tiene per mano mentre muore. Lasciando la casa, si accolla il dolore della sua perdita, piangendo mentre ricorda i momenti della sua vita che ha passato con lui. Maquia si riunisce a Barrow e prosegue per la sua strada, ricordando a sé stessa che, malgrado il profondo dolore della perdita, amare suo figlio le ha dato felicità.
Un'immagine dopo i titoli di coda mostra il villaggio iorph che viene nuovamente abitato dai sopravvissuti e dai loro discendenti, assieme all'ultimo renato.

## Colonna sonora
La colonna sonora è stata composta e arrangiata da Kenji Kawai. La canzone durante i titoli di coda, Viator (ウィアートル), è stata composta, arrangiata ed eseguita da Rionos su testo di Riya. 
È stata pubblicata dalla Bandai Visual il 24 febbraio 2018.
1. Iorph, the Clan of the Separated (イオルフ、別れの一族) – 2:06
2. Wings of Extinction (滅びの羽音) – 4:55
3. Encounter with the Separated (別れとの出会い) – 1:36
4. Motherly Days (母になる日々) – 4:36
5. Parting Emotions (別れの実感) – 5:07
6. Unexpected Reunion (予期せぬ再会) – 1:36
7. Lurking in the Celebration Parade (祝賀パレードに潜む) – 1:49
8. Daily Reality (日々の現実) – 2:18
9. Workers’ Banquet (労働者の宴) – 1:37
10. Loneliness Leading To Perdition (滅びへと向かう孤独) – 2:59
11. Mixed Affection (愛情の交錯) – 2:35
12. Separation (別離) – 2:30
13. Vengeance and Madness (復讐と狂気) – 1:27
14. Prelude to Destruction (滅びへの序章) – 1:49
15. The Madness of the Clan of the Separated (別れの一族とその狂気) – 1:31
16. Life and Life (生命と生命) – 3:41
17. Mother and Child (母と子) – 5:30
18. Fly to the Sky (大空に飛び立つ) – 3:32
19. Grateful and Prepared (感謝と覚悟) – 2:22
20. Promised Flowers (約束の花) – 3:18
21. Viator (ウィアートル) – 4:47

Durata totale: 61:41

## Distribuzione
Uscì in Giappone per la Showgate, il 24 febbraio 2018, e fu proiettato al Glasgow Film Festival il 4 marzo 2018.

### Edizione home video
In Italia è arrivato direttamente in home video per il marchio Anime Factory di Koch Media il 17 ottobre 2019.

## Accoglienza

### Incassi
A marzo 2019, Il film aveva incassato l'equivalente di 4,3 milioni di dollari in tutto il mondo, dei quali 1,2 milioni in Giappone, 2,5 milioni in Cina e circa 160 000 in America del Nord.

### Critica
Makoto Shinkai, regista di Your Name., ha definito Maquia "un film fantastico che può scuotere dei ricordi dentro di te che normalmente dimenticheresti."
Il film ha ricevuto un tasso d'approvazione del 100% su Rotten Tomatoes, sulla base di 27 recensioni. Metacritic riporta una media pesata di 72 su 100 sulla base di otto critici, cosa che indica "recensioni generalmente favorevoli".
Miranda Sanchez, per IGN, ha dato al film un voto di 8.5 su 10 e ha scritto che si trattava "una bella storia di maternità, invecchiamento, e perdita".

## Riconoscimenti
- 2018 – Asia Pacific Screen Awards
  - Candidatura a miglior film d'animazione[13]
- 2018 – Shanghai International Film Festival
  - Miglior film d'animazione[14]
- 2018 – Bucheon International Fantastic Film Festival
  - BIFAN Children's Jury Award[15]
- 2018 – Sitges - Festival internazionale del cinema fantastico della Catalogna
  - Miglior film nella categoria Fantàstic Discovery[16]
- 2018 - 5th Anime Trending Awards
  - Film anime dell'anno[17]